# Orgelton
Der Orgelton (auch Chorton oder Kirchenton) ist diejenige Stimmung, die im 16. bis 18. Jahrhundert für die Orgeln gebräuchlich war und sich vom so genannten Kammerton unterschied.

## Geschichte
Bei Michael Praetorius bezeichnen CammerThon und Cornettenthon dasselbe und lagen etwa zwei Ganztöne über der heutigen Norm von a1 = 440 Hz (also bei cis2). Der ChorThon wird bei Praetorius unterschiedlich definiert. Gegen Ende des 17. Jahrhunderts sank der Kammerton in Deutschland um einen Ganzton. Weil sich die Tonhöhe bei den Zinken vom 16. bis 18. Jahrhundert nicht änderte, behielt der Cornettton dieselbe Tonhöhe bei, und zwar sowohl in Deutschland und Italien als auch den habsburgischen Ländern. Er reichte von 450 bis 480 Hz, im Durchschnitt bei 465 Hz, also einen Halbton über der heutigen Norm. Das änderte sich in der zweiten Hälfte des 17. Jahrhunderts, als in Frankreich neue Holzblasinstrumente mit neuen Tonhöhen entwickelt wurden. Aufgrund des sehr niedrigen französischen Kammertons, der bis zu einem Ganzton unter der heutigen Norm lag (a1 = 408–392 Hz), erschien der Chorton, in dem die meisten Orgeln eingestimmt waren, als verhältnismäßig hoch und wurde zu einem Synonym für einen hohen Stimmton. Auf diese Weise wurden die Bezeichnungen Chorton und Kammerton im 18. Jahrhundert vertauscht. Der Chorton stand jetzt einen Ganzton über dem Kammerton. Ein Zusammenspiel von Orgeln und anderen Instrumenten erforderte deshalb in der Regel eine Transposition. Die Singstimmen konnten im Chor- oder Kammerton notiert werden. Bei Orgeln und Blechbläsern blieb eine Notation im Chorton üblich. Lag die durchschnittliche Tonhöhe deutscher Orgeln im 17. Jahrhundert noch bei cis, waren im 18. Jahrhundert zahlreiche im fest definierten Cornettton von durchschnittlich 463 Hz gestimmt, der den Zinken entsprach. Andere standen im Chorton von durchschnittlich 467 Hz. In Frankreich wurde hingegen der tiefe Kammerton von durchschnittlich 416 Hz zugrunde gelegt (ein Halbton unter der heutigen Norm), der den Holzbläsern zwischen 1680 und 1770 entsprach. Freilich kosteten die tieferen und längeren Pfeifen mehr Materialien. In ein vorhandenes Orgelgehäuse, das für einen Neubau übernommen wurde, konnten nicht ohne Weiteres längere Pfeifen eingestellt werden.
Der Chorton war im 18. Jahrhundert im Gegensatz zum Cornettton weniger fest umrissen. Daniel Gottlob Türk unterscheidet in seinem Werk Von den wichtigsten Pflichten eines Organisten (1787) zwischen dem gewöhnlichen Chortone (ein Ganzton über dem üblichen Kammerton und damit zwei Ganztöne über der heutigen Norm) und dem hohen Chortone (auf d2). So war Dieterich Buxtehudes Orgel in Lübeck/St. Marien auf d gestimmt. Die Orgeln von Arp Schnitger standen im gewöhnlichen oder im hohen Chorton. Dies hängt zum einen damit zusammen, dass Schnitger bei seinen Orgelneubauten häufig Register der Vorgängerorgel einbezog. Zum anderen dienten seine Orgeln zur Begleitung des Gemeindegesangs und erfüllten eine liturgische Funktion. Ein Einsatz mit anderen Instrumenten war in der Regel nicht vorgesehen. Leipziger Orgeln waren zu Zeiten Johann Sebastian Bachs auf etwa 465 Hz gestimmt.

## Praetorius
Die umfangreichen Ausführungen von Praetorius erscheinen verwirrend und sind schwer zu deuten. Ihm zufolge lag der Chorton, der der Kirchenmusik zugrunde lage, ursprünglich bis zu einem ganzen Ton tiefer als der CammerThon, den er auf weltliche Instrumentalmusik bezog. An anderer Stelle erscheinen ChorThon und CammerThon synonym. Leonhard Euler erläuterte im Jahre 1739 ein Berechnungsverfahren, nach welchem die „Zahl der Vibrationen, so in einer Secundminute zu Ende gebracht werden“ (vgl. die spätere Maßeinheit Hertz) mit der Zahl 392 angegeben werden müsse. Diese Tonhöhe käme mit demjenigen Ton überein, „der auf dem Instrument mit a bezeichnet wird“.
Folgt man den Angaben von Michael Praetorius, so hätte Euler mit seinen Berechnungen den tieferen Chorton definiert, der um einen großen Ganzton unter der Stimmung von 441 Schwingungen pro Sekunde liegt. Folgt man hingegen der Definition von Johann Gottfried Walther, so hätte Euler mit seinen Berechnungen den „Cammerton“ definiert. Walther kannte das Werk von Praetorius und folgte ihm in der Begründung für die Einführung des tieferen Tons, denn man könne die erwachsenen Sopranisten damit in der hohen Lage etwas schonen. Praetorius bezeugt, dieser tiefere Ton würde allerdings nur „in der Kirchen“ gebraucht. Walther begründet die tiefere Stimmung weiterhin, damit würden auch die Saiten der Instrumente nicht so schnell reißen. Die Begriffsgeschichte des Chortons ist aber insgesamt problematisch, denn schon Praetorius wies darauf hin, dass seine Zeitgenossen „an den meisten Ortern“ den „gewönlichen Cammerthon“ irrtümlich mit dem alten „Chor Thon“ gleichsetzen würden. Diese Verwirrung hat offenbar dazu geführt, dass Walther die ursprüngliche Bedeutung der beiden Begriffe „Cammerton“ und „alter Chor- oder Cornett-Tone“ verwechselt hat, zumal er den Chor- und Cornettton gleichsetzt.

## Heutige Verwendung
Nach heute gebräuchlicher Definition wird der Chorton mit dem Cornettton gleichgesetzt. Der Chorton liegt einen halben bis zu einem Ganzton über der heute normierten Stimmtonhöhe. Alte Orgeln in Nord- und Mitteldeutschland waren und sind überwiegend im Chorton gestimmt. Besonders in der Barockzeit war der hohe Chorton gebräuchlich. Bei einem Halbton über der heutigen Norm entspricht a1 = 466 Hz, bei einem Ganzton a1 = 494 Hz. Als Grund für die höhere Stimmung der Orgeln gibt man an, dass die großen Kirchenräume eines durchdringenderen Tons bedurft hätten als Zimmer oder Konzertsäle. Der Chorton führe zu einer größeren Brillanz. Gottfried Silbermanns Chorton der großen Orgel im Freiberger Dom liegt bei a1 = 476 Hz (ursprünglich etwa 473 Hz), Arp Schnitgers Orgel der Hauptkirche Sankt Jacobi (Hamburg) bei a1 = 495 Hz. Die Stimmtonhöhe der im Jahr 2000 eingeweihten, speziell für die Wiedergabe von barocker Orgelmusik angelegten Orgel in der Thomaskirche Leipzig kann für das authentische Spiel solcher Werke wahlweise mit einem Handgriff auf 465 Hz oder, für das Zusammenspiel mit Barockinstrumenten, auf 415 Hz umgestellt werden.